# Colonia (insediamento)
Una colonia (derivante dal latino colere, cioè "coltivare") è un insieme di persone che si trasferiscono, spontaneamente o per iniziativa della madrepatria, in un altro luogo dove rimangono uniti in una comunità.

## Storia
Nel corso dei secoli, la costituzione di tali insediamenti è pressoché andata di pari passo con la storia dell'umanità; la denominazione di una colonia romana veniva fatta, talvolta premettendovi la parola, utilizzando il nome di chi le aveva fondate o ne aveva promosso la costruzione, di solito un console o un imperatore. Ad esempio Colonia Augusta Nemausus (Nîmes), Colonia Julia Paterna Narbo Martius (Narbonne), Colonia Augusta Agrippinensis (Colonia), Colonia Ulpia Traiana (Xanten).
Tra il decimo e la metà del quattordicesimo secolo, in Europa, la crescita demografica ha dato avvio a grandi dissodamenti delle terre non sfruttate che hanno cambiato il paesaggio agrario continentale, con la grande colonizzazione tedesca oltre l'Elba, la colonizzazione delle Alpi, le bonifiche palustri e marine olandesi. Sorse in questo periodo un nuovo status sociale per i contadini: il colono dissodatore, dal quale discese giuridicamente il "diritto dei coloni".

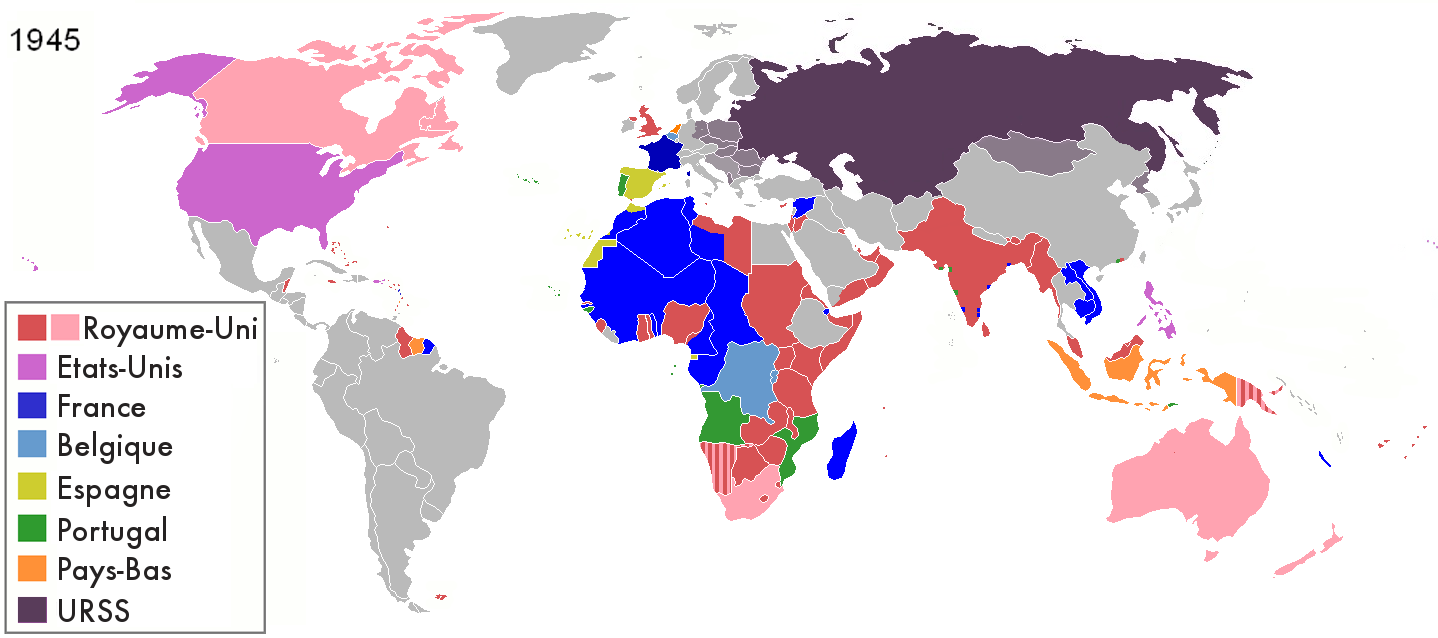
I colori rappresentano le colonie dei vari paesi nel 1945 e i confini coloniali dell'epoca.

L'occupazione europea dal XVI secolo ad oggi dei territori americani, africani, asiatici ha indotto la nascita di un'architettura coloniale, ben rappresentata dal Colonial style seguito dagli inglesi nel Nordamerica e dal Mission style adottato dagli spagnoli e dai portoghesi in Sudamerica.

## Caratteristiche
Le comunità che vi si stanziano, generalmente preservano la propria identità culturale (e spesso anche linguistica) e sono caratterizzate da legami di appartenenza e di solidarietà tra gli individui che le compongono. Politicamente per colonia si intende un territorio dipendente da un altro (es. l'India era una colonia britannica).
Un altro significato è riferito a colonia penale, per indicare un insediamento inospitale adibito a luogo di confino e/o detenzione.

## Zoologia
Il termine viene utilizzato anche per indicare comunità di animali che però a differenza degli esseri umani attuano biologicamente una cooperazione stretta, come ad esempio le formiche, oppure cloni di microorganismi su un supporto solido, specialmente in coltura.